# 干扰 (生态学)

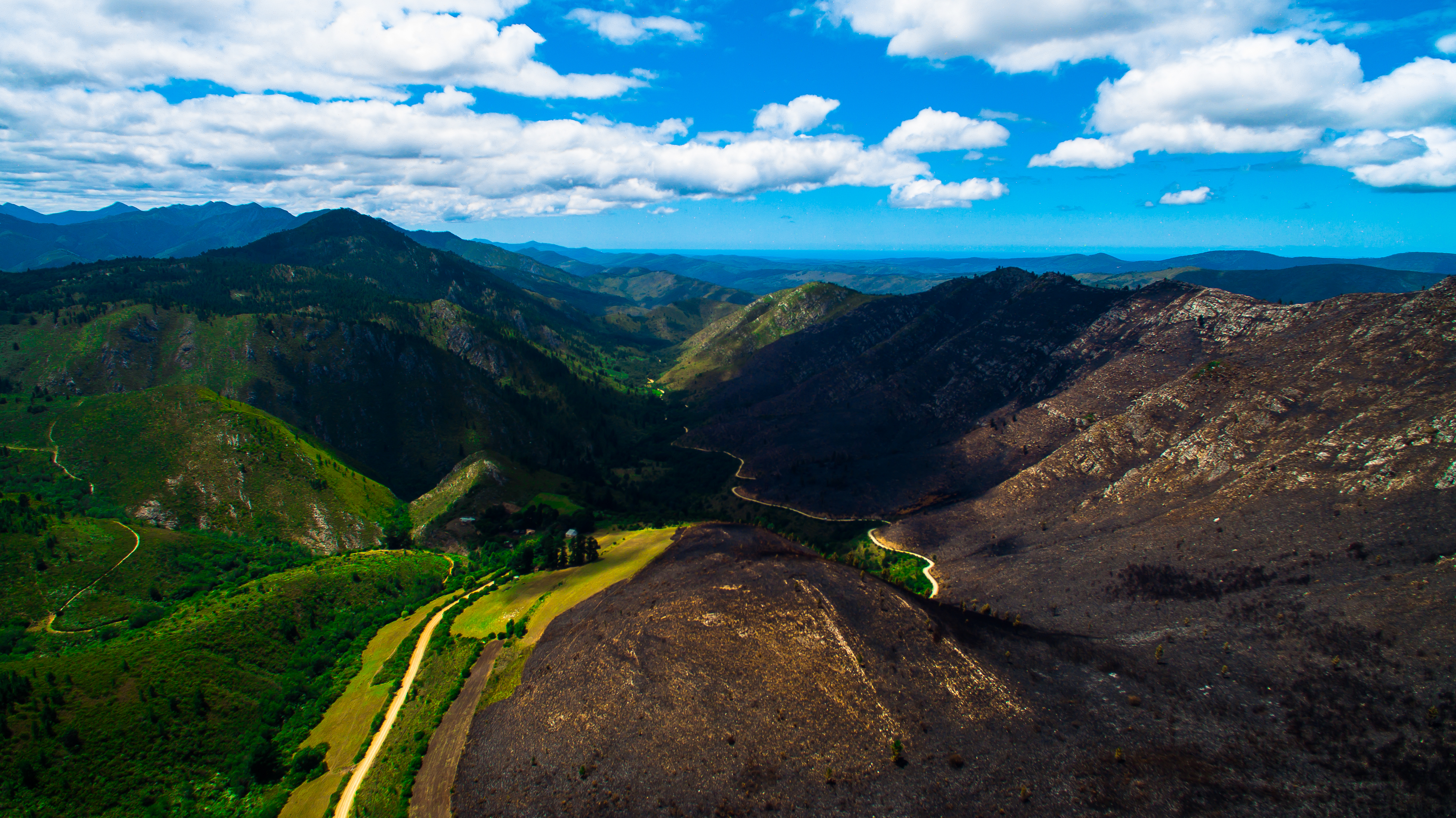
对比南非一座山脉的未燃烧（左）和已燃烧（右）两侧，可以清楚地看到山火的干扰。非洲南部草原生态系统依靠这种周期性火灾干扰来恢复活力。

在生态学中，干扰（英語：disturbance）是导致生态系统显着改变的暂时的环境条件变化。干扰通常作用时间短，影响巨大，会改变生物和非生物因子的物理结构或组织。干扰也可能发生在很长一段时间内，并影响生态系统内的生物多樣性。
主要的生态干扰包括：火灾、洪水、风暴、昆虫爆发、践踏、地震、各类火山爆发、海啸、火災暴風、撞擊事件、氣候變遷等，以及人类对环境的破坏性影响（人为干扰），例如砍伐森林和引入入侵物种。
不仅入侵物种会对生态系统产生影响，而且自然存在的物种的行为也会造成干扰。干扰力可以对生态系统产生深远的直接影响，因此可以极大地改变自然群落。由于这些后果以及对种群的影响，干扰决定了未来优势种的转变，一些物种因其生活史特征以及生命形式，随时间推移逐而渐成为了优势种。

## 条件
自然干扰发生的条件主要受氣候、天气和位置的影响。例如，闪电和易燃生物质较多的地区更常发生自然火灾干扰，例如美国东南部的长叶松生态系统。环境条件通常作为周期的一部分出现，其造成的干扰也可能是周期性的。其他干扰，例如由人类、入侵物种或陨石撞击引起的干扰，可能在任何地方发生，未必有周期性。灭绝漩涡可能导致多种干扰或更高频率的某种干扰。干扰事件发生之后，因为对空间等资源几乎没有竞争，环境内会立即出现增长或再生长的高峰。在最初的高峰之后，增长速度减慢，这是因为一旦植物扎根生长，就很难被取代。干扰的形式多种多样，对“利用”干扰的生命体产生直接影响，并在生态系统中创造多样性。
生态学中，尺度依存的关系无处不在，因此空间尺度也会调节干扰对自然群落的影响。例如，与火灾过火边缘越远距，种子传播和植食性动物就越少。因此，大火内部区域的植物群落与小火中的植物群落会有不同反应。尽管生态系统的干扰有不同类型，但由于生物体的扩散和运动能力不同，空间尺度会影响所有情况下的生态相互作用和群落恢复。

## 周期性干扰

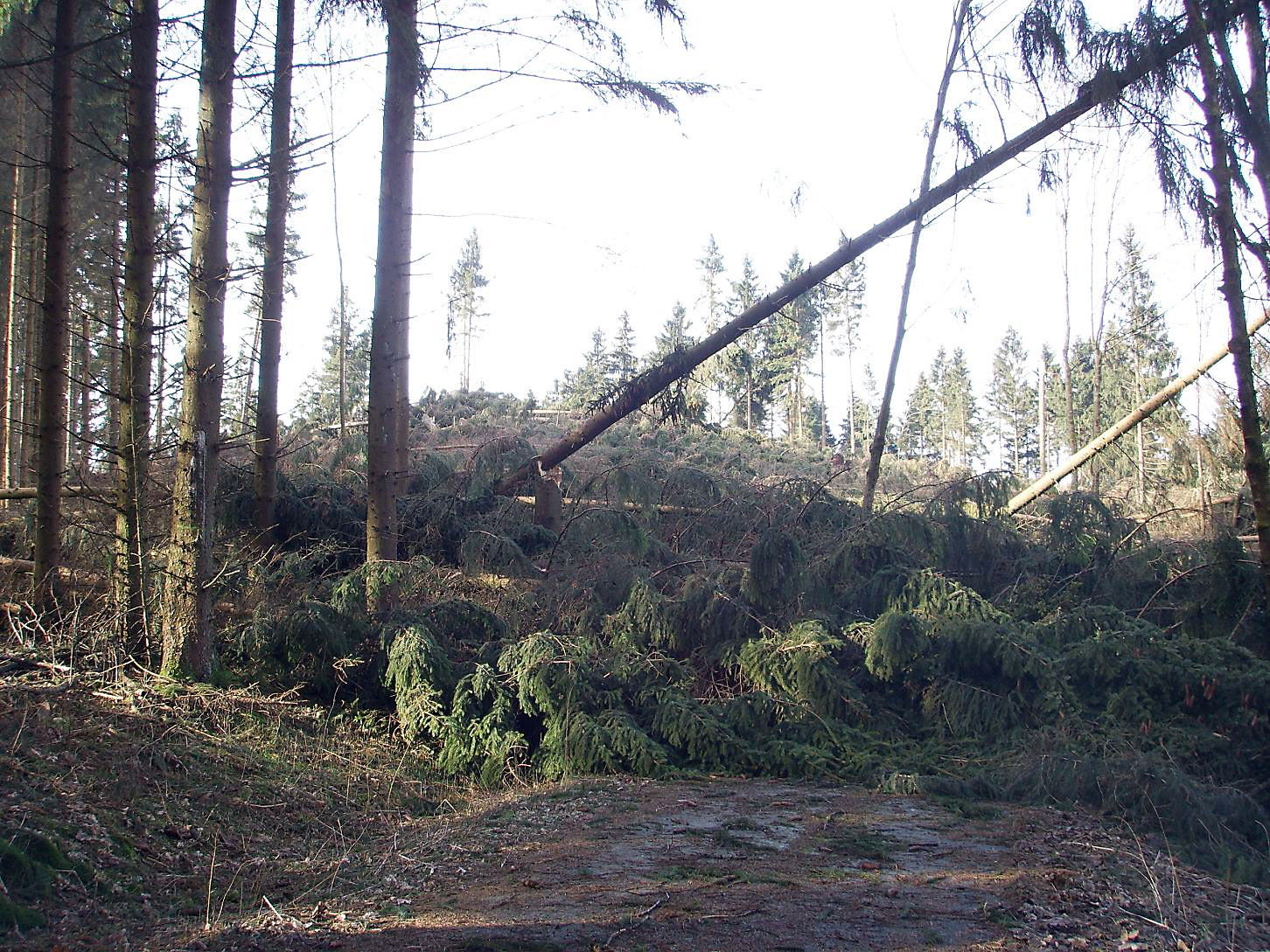
袭击德国维特根斯坦的風暴基里爾造成的破坏。

通常，当干扰自然发生时，它们提供的条件有利于物种的繁荣，而不是干扰前的生物。这可以归因于生态系统中生物和非生物条件的物理变化。正因如此，干扰力改造生态系统的时间比其本身的持续时间要长得多。随着时间流逝，优势种可能会发生变化，短生的草本植物逐渐被较高的多年生草本植物、灌木和树木覆盖。然而，在没有进一步的干扰力的情况下，许多生态系统趋向于恢复到干扰前的状态。长寿的物种和成年后能够再生的物种最终主导。这种变化以及不同物种的丰度随时间的变化，称为演替。演替往往会使生态系统再次处于易受干扰的状态。
北美西部的松树林就是循环的一个案例，并且涉及昆虫爆发。山松甲虫（Dendroctonus ponderosae）在限制北美西部森林中的扭葉松等松树方面发挥着重要作用。2004年，甲虫影响范围达90,000多平方公里。甲虫的存在介于特有種和流行物种之间。在流行阶段，成群的甲虫会杀死大量的老松树，其死亡在森林中为新的植被创造了开敞地。不受甲虫影响的雲杉、冷杉和较年轻的松树在未被树冠遮蔽的敞地茁壮成长。最终松树长出树冠，取代先前死亡的树木。年轻的松树通常更能抵御甲虫的攻击，但随着年龄的增长，松树变得不那么有活力，更容易受到侵扰。这种死亡和再生的循环在森林中创造了松树的“时间马赛克”。类似的循环可能产生于火灾、风暴等其它形式的干扰。
多个扰动事件快速连续地影响同一地点时，往往会形成复合扰动（compound disturbance），这种事件由于干扰力的组合，产生了超过其各成分简单加总的效果。例如，大火之后的火災暴風会使温度进一步升高、持续时间延长，这些现象即使在严重的野火中也很难出现，并可能对火灾后的演替产生惊人的影响。环境压力可以视为对环境的压力，包含极端温度或降水变化等复合变量——这些变量都作用于生态系统的多样性和演替。随着环境的缓和，多样性因中度干扰效应而增加，因竞争排斥效应而降低，因中度捕食遏制竞争排斥而增加，因过度捕食导致猎物局部灭绝而降低。种群密度的降低使给定环境压力水平下竞争的重要性降低。

## 适应干扰的物种

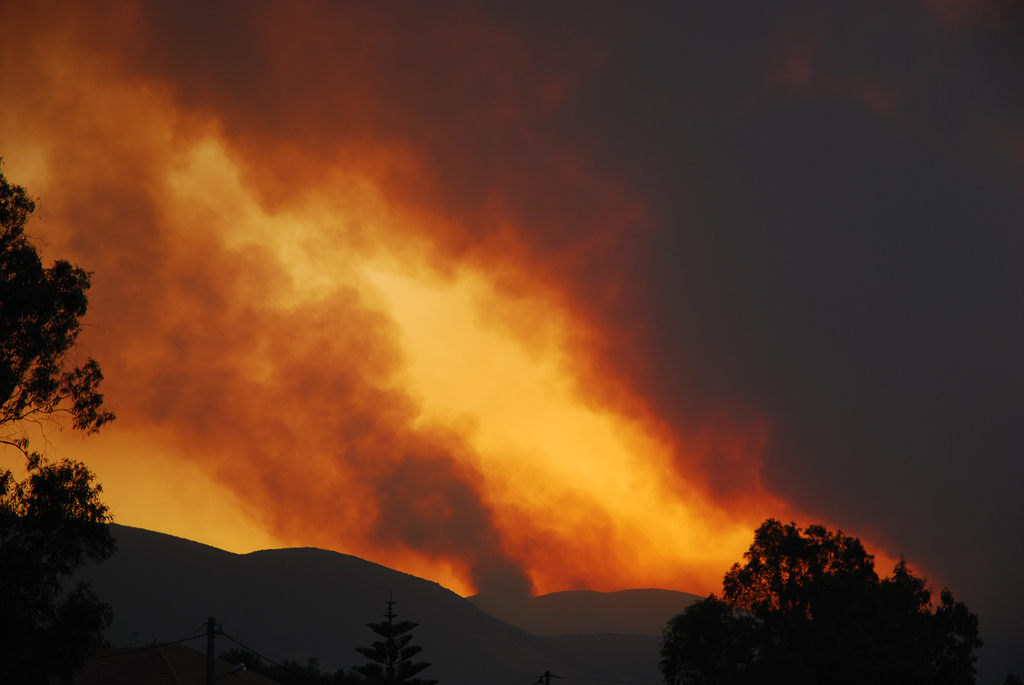
2007年7月25日，希腊扎金索斯島上发生森林大火。

一次干扰可能使森林显着改变。之后，森林地面上散落着死去生命体的物质。这些腐烂物质和充足的阳光可以促进大量新植物的生长。发生森林火灾后，先前存在于植物生物质中的一部分养分会随着燃烧而返回土壤。许多植物和动物都受益于干扰条件。有些物种特别适合开拓刚受到干扰的场地。有快速生长潜力的植被可以迅速利用没有竞争的好处。在美国东北部，像针樱桃和白杨这样的不耐陰树迅速填补由火灾或风暴（或人为干扰）造成的林间空隙。银枫和东部梧桐则适应洪泛区，它们对积水具有很强的耐受性，且经常在其他物种被定期消灭的洪泛区中占据主导地位。
当一棵树被吹倒时，空隙中通常会被小的草本植物幼苗天门，但情况并非总是如此；倒下的树上的嫩芽可以发育并占据间隙。萌枝能力会对植物种群产生重大影响，利用林间隙的植物种群会过度繁殖，难以与倒下树木的新枝条竞争。物种对干扰的适应因物种而异，但每个生物体的适应方式都会影响它们周围的所有物种。
暴露于树冠火干扰的北方針葉林中的北美短叶松是另一个很好地适应特定干扰的物种。它们和其他一些松树种一样，具有特殊的晚熟球果，只有在火产生的足够热量的情况下才打开并散播种子。因此，该物种常在因火灾而减少竞争的地区占据主导地位。
非常适合开拓干扰地点的物种被称为先驱种或早期演替物种。这些不耐荫的物种能够高效进行光合作用，因此生长迅速。其快速的生长通常与较短的寿命相平衡。尽管它们通常在受到干扰后立即占主导地位，但在之后无法与耐荫物种竞争，并在演替中被取代。然而，这些变化未必反映较高较长寿的物种逐渐进入群落，而是反映可能已经存在但在干扰后不显眼的物种逐渐出现和主导。干扰还被证明是非本地植物入侵的重要促进因素。
植物必须直接应对干扰，但许多动物并不直接受到干扰影响。多数动物可以躲避火灾，随后许多会在森林地面上新生的植物中生长繁育。新的条件支持更多种类的植物，与干扰前的植被相比，通常更富含营养。这些植物又支持各种野生动物，在一定时间内增加森林中的生物多样性。

## 重要性
生物多樣性依赖于自然干扰。不同分类群的许多物种的繁荣都与火灾、洪水、风暴等自然干扰息息相关。例如，许多不耐荫植物物种依靠干扰来立足和限制竞争。如果没有长久的使植物变疏的干扰过程，森林植物群的多样性就会下降，还会殃及依赖这些植物的动物。
美国西部的西黄松（Pinus ponderosa）林是这种干扰作用的很好的案例：地表火灾经常使植被变稀疏，从而允许新植物生长。如果火被抑制，花旗松（Pesudotsuga menziesii，一种耐荫树种）将最终取代西黄松。花旗松树冠茂密，会明显减少到达森林地面的阳光。缺乏足够的光照，新生植物就会明显受限。而地表植物多样性减少，也会减少依赖它们的动物物种。这种情况下，火不仅对直接受影响的物种，而且对许多依靠这些关键植物生存的生物都很重要。
恶劣环境中的多样性很低，是因为除了投机的和高度抗性的物种外，绝大多数物种都难以忍受这种条件。干扰和这些生物过程之间的相互作用，很大程度上解释了自然群落的组织和空间模式。干扰的多变程度性和物种多样性密切相关，其結果是植物需要适应过程來提高其生存所需的適應度。